# Hippolyte inermis
Hippolyte inermis är en kräftdjursart som beskrevs av Leach 1815. Hippolyte inermis ingår i släktet Hippolyte, och familjen Hippolytidae. Arten har ej påträffats i Sverige.